# منتخب المجر لهوكي الجليد للسيدات
منتخب المجر الوطني لهوكي الجليد للسيدات (بالمجرية: Magyar női jégkorong-válogatott)‏ هو ممثل المجر الرسمي في المنافسات الدولية في هوكي الجليد للسيدات.